# Hedroxena
Hedroxena là một chi bướm đêm thuộc họ Cosmopterigidae.